# Der Kult – Die Toten kommen wieder
Der Kult – Die Toten kommen wieder (Originaltitel The Veil) ist ein US-amerikanischer Horrorfilm aus dem Jahr 2016 mit Jessica Alba, Thomas Jane und Lily Rabe in den Hauptrollen.

## Handlung
Dreißig Jahre vor der eigentlichen Handlung beging ein religiöser Kult, die Sekte namens Heaven’s Veil, einen Massensuizid. Die einzige Überlebende, die damals fünfjährige Sarah Hope, beschließt nach gut dreißig Jahren an den Ort des schrecklichen Geschehens zurückzukehren, um sich wieder zu erinnern. Sie wird von der jungen Journalistin Maggie Price und ihrem engagierten Filmteam begleitet, die eine exklusive Dokumentation über den einstigen Vorfall drehen möchten. Da kommt ihr die einzige Zeitzeugin gerade recht.
Da der Vorfall nie offiziell aufgeklärt wurde, kommen sie auch mit der Motivation an den Tatort, um eben dieses nun zu erledigen. Schon bald finden sie alte Filmrollen, die beängstigendes Material beinhalten. Diese zeigen den charismatischen Sektenführer Jim Jacobs.

## Hintergrund
Jim Jones und seine Anhänger und der Selbstmord von über 900 seiner Anhänger dienten als lose Vorlage.

## Kritik
„Vor sich hin dümpelnder Horrorfilm, der erst gegen Ende etwas Fahrt aufnimmt. Aus den blassen Darstellern sticht allein Thomas Jane durch sein entfesseltes Spiel als Guru hervor.“

„Kein Kult, sondern gemütliches Mittelmaß.“

Cinema lobt die gewohnte stimmungsvolle Optik und erwähnt explizit die düsteren Bilder. Kritisiert wird Regisseur Phil Joanou, dessen Arbeit man als eine lahme Story ohne Überraschungen bezeichnet.